# Brauniella
Brauniella là một chi nấm trong họ Strophariaceae, thuộc bộ Agaricales. Loài duy nhất trong chi, Brauniella alba, được nhà nghiên cứu người Brasil, Johannes Rick miêu tả khoa học lần đầu tiên năm 1934 dưới cái tên Braunia alba. Do Braunia trùng với danh pháp đã có trước, nên Rolf Singer sau này đã đổi lại thành Brauniella vào năm 1955.